# مونتاباور
مونتاباور (به آلمانی: Montabaur) شهری در ایالت راینلند-فالتز در کشور آلمان است.